# Air Horizont
Air Horizont Limited es una aerolínea chárter española/maltesa con sede en Msida y Zaragoza con bases en Zaragoza y Milan Malpensa. En temporada estival refuerza su operativa con bases estacionales en Oporto y Bratislava. Fue fundada en 2014 por Manuel Salhi Romero y Juan Luis Díez Maluenda. Es una empresa subsidiaria de la compañía española Corporación Aragonesa Aeronáutica.

## Destinos
En sus inicios, la compañía planteó cuatro destinos regulares desde el Aeropuerto de Zaragoza: Múnich, Roma, Sevilla y Alicante. Anticipando una bajada en la rentabilidad de estos vuelos regulares, la compañía reorientó su actividad a los vuelos chárter. 
Actualmente la aerolínea opera vuelos chárter por toda Europa con bases estacionales en Milán-Malpensa, Bratislava y Oporto con un total de 5 aviones Boeing 737-400.
Desde hace varios años, la compañía lanza el programa Escapadas by Air Horizont, una selección de vuelos directos desde Zaragoza a destinos como Oporto, Granada, Cádiz, Olbia o Roma en fines de semana y puentes.

## Flota
La aerolínea posee la siguiente flota de aeronaves: 
| Aeronave       | En servicio | Pedidos | Pasajeros                                             | Pasajeros                                             | Pasajeros                                             | Matrículas                                            | Antigüedad                                            |
| Aeronave       | En servicio | Pedidos | C                                                     | Y                                                     | Total                                                 | Matrículas                                            | Antigüedad                                            |
| -------------- | ----------- | ------- | ----------------------------------------------------- | ----------------------------------------------------- | ----------------------------------------------------- | ----------------------------------------------------- | ----------------------------------------------------- |
| Boeing 737-400 | 5           | —       | 72                                                    | —                                                     | 72                                                    | 9H-MPW                                                | 33,2 años                                             |
| Boeing 737-400 | 5           | —       | —                                                     | 168                                                   | 168                                                   | 9H-MPW                                                | 33,2 años                                             |
| Boeing 737-400 | 5           | —       | 72                                                    | —                                                     | 72                                                    | 9H-ZAZ                                                | 33,2 años                                             |
| Boeing 737-400 | 5           | —       | —                                                     | 168                                                   | 168                                                   | 9H-ZAZ                                                | 33,2 años                                             |
| Boeing 737-400 | 5           | —       | —                                                     | 168                                                   | 168                                                   | 9H-GTC                                                | 32,5 años                                             |
| Boeing 737-400 | 5           | —       | —                                                     | 168                                                   | 168                                                   | 9H-TIA                                                | 32,6 años                                             |
| Boeing 737-400 | 5           | —       | —                                                     | 168                                                   | 168                                                   | 9H-AMW                                                | 32,2 años                                             |
| Total          | 5           | —       | Edad media de la flota (diciembre de 2024): 32,7 años | Edad media de la flota (diciembre de 2024): 32,7 años | Edad media de la flota (diciembre de 2024): 32,7 años | Edad media de la flota (diciembre de 2024): 32,7 años | Edad media de la flota (diciembre de 2024): 32,7 años |